# Lista över albanska stammar

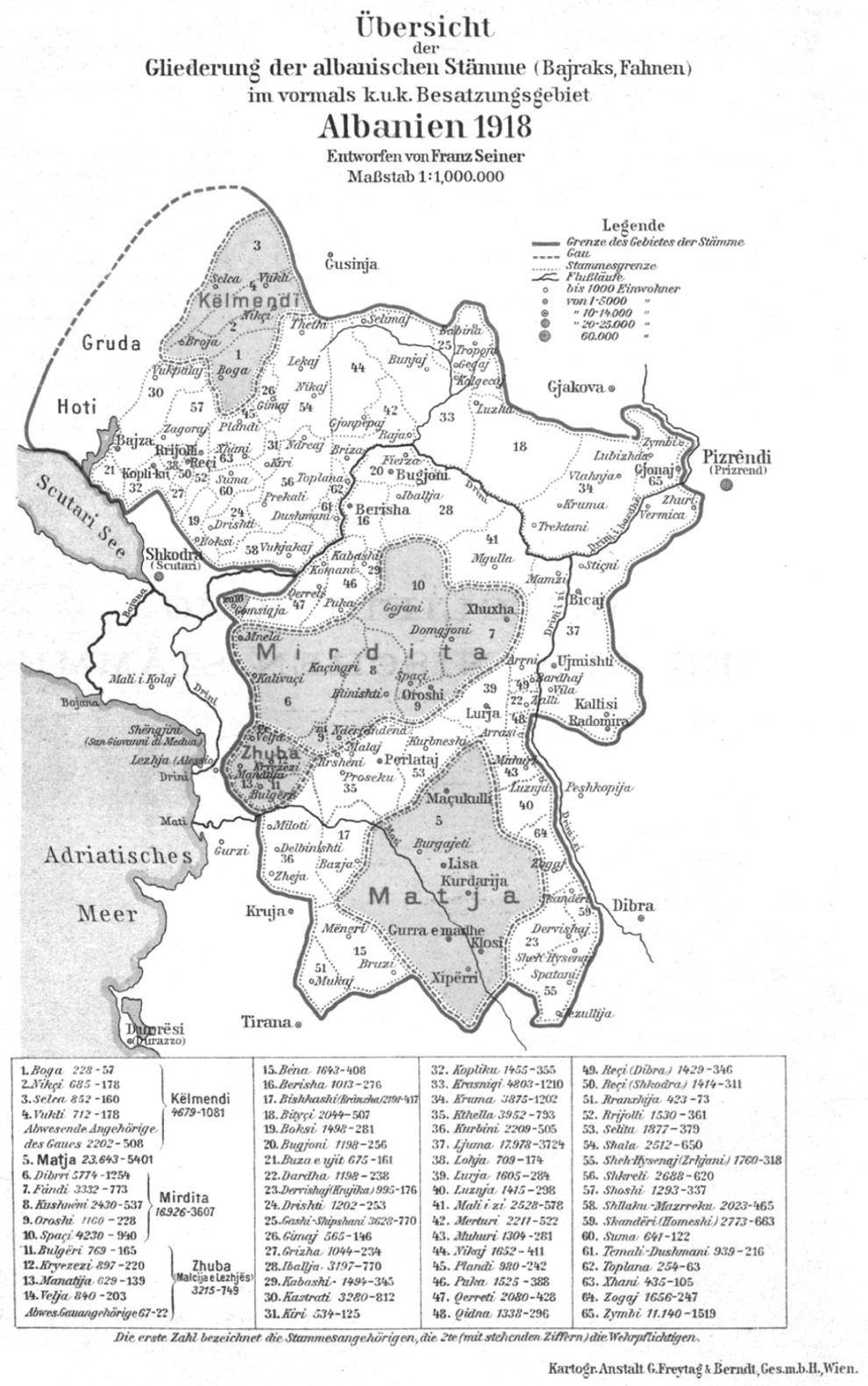
Lista över stammarna.

Detta är en lista över de albanska stammarna i Albanien, Montenegro och Kosovo.
Malësia e Madhe
- Kelmendi
- Gruda
- Hoti
- Trieshi
- Kastrati
- Boga
- Shkreli
- Lohja
- Reçi
- Rrjolli

Pulat regionen
- Plani
- Xhani
- Kiri
- Suma
- Drishti

Malësia e Dukagjinit
- Shala
- Kiri
- Toplana
- Mazreku
- Shllaku
- Dushmani

Malësia e Gjakovës
- Nikaj
- Mërturi
- Krasniqi
- Gashi
- Bytyçi

Puka regionen
- Qerreti
- Puka
- Kabashi
- Berisha
- Thaçi
- Mali i ZI

Malësia e Lezhës
- Bulgëri
- Kryezezi
- Manatia
- Vela

Malësia e Krujës
- Kurbini
- Rranza
- Benda

Mirdita stammens klaner
- Dibrri
- Kushneni
- Spaçi
- Fandi
- Oroshi
- Kthella
- Selita

Mat regionen
- Bushkashi
- Mati

Drin regionen
- Hasi
- Luma
- Lura
- Arrëni
- Dibra[1]